# Saison 3 de Penny Dreadful
Chronologie
Saison 2
Cet article présente les neuf épisodes de la troisième saison de la série télévisée américano-britannique Penny Dreadful.

## Synopsis
Londres, 1891, une menace quasi invisible massacre la population. Vanessa Ives, une jeune femme aux pouvoirs puissants et hypnotiques, rencontre et accepte de s'allier à Ethan Chandler, un homme rebelle et violent ainsi qu'à Sir Malcolm, un homme riche d'un certain âge aux ressources intarissables pour combattre cette nouvelle menace.

## Distribution

### Acteurs principaux
- Reeve Carney (VF : Rémi Caillebot) : Dorian Gray
- Timothy Dalton (VF : Edgar Givry) : Sir Malcolm Murray
- Eva Green (VF : Stéphanie Hédin) : Vanessa Ives
- Rory Kinnear (VF : Guy Vouillot) : Caliban / John Clare, la créature de Frankenstein
- Billie Piper (VF : Sylvie Jacob) : Brona Croft / Lily
- Harry Treadaway (VF : Alexis Tomassian) : Dr Victor Frankenstein
- Josh Hartnett (VF : Frédéric Popovic) : Ethan Chandler / Talbot
- Patti LuPone Dr Seward, une thérapeute
- Wes Studi : Kaetenay

### Acteurs récurrents
- Christian Camargo (VF : Bernard Gabay) : Dr Alexander Sweet / Dracula
- Shazad Latif : Dr Henry Jekyll
- Pedrita Weeks : Catriona Hartdegen
- Sarah Greene (VF : Claire Morin) : Hecate Poole
- Jessica Barden : Justine
- Simon Russell Beale (VF : Michel Prud'homme) : Ferdinand Lyle
- Samuel Barnett : Renfield (le secrétaire du Dr Seward)
- Brian Cox : Jared Talbot

## Production

### Développement
En juin 2015, Showtime renouvelle la série pour une troisième saison de neuf épisodes.

### Casting
En septembre 2015, Patti LuPone et Wes Studi ont obtenu un rôle principal puis Shazad Latif, Christian Camargo, Samuel Barnett et Jessica Barden un rôle récurrent lors de la saison.
En octobre 2015, Brian Cox obtient un rôle récurrent durant la saison.

### Diffusions
Aux États-Unis, elle a été diffusée les dimanches à 22 h.
Dans les pays francophones européens, elle a été diffusée en exclusivité sur Netflix. Elle reste inédite en VF au Québec.

## Liste des épisodes

### Épisode 1:Le Jour où Tennyson est décédé
- États-Unis /  Royaume-Uni /  Canada : 1er mai 2016 sur Showtime[5] / Sky Atlantic / The Movie Network
- France : 2 mai 2016 sur Netflix[6],[7] (en VF et VOSTFr)

- États-Unis : 540 000 téléspectateurs[8] (première diffusion)

- Sarah Greene : Hecate Poole

Le 6 octobre 1892, alors que Londres apprend la nouvelle de la mort du poète Tennyson, Ferdinand Lyle rend visite à Vanessa Ives, vivant en ermite dans la maison Murray. Attristé par la condition de son amie, il lui demande d'accepter de se rendre chez le Dr Seward, une femme médecin qui expérimente les théories de la psychanalyse. Vanessa est fascinée de la ressemblance entre Seward et Joan Clayton, et accepte donc de suivre sa thérapie. Elle commence par marcher en ville et au hasard, se rend au musée d'histoire naturelle où elle sympathise avec l'un des conservateurs. La rencontre lui enjoint de se reprendre en main et remettre de l'ordre dans sa demeure, alors que de nouveaux démons s'organisent. De son côté, Frankenstein retrouve un ami étudiant, le Dr Jekyll, avec qui il partageait un goût pour les recherches obscures. Ils font un pacte : Jekyll l'aidera à retrouver Lily et la soumettre, ou sinon, ils la détruiront.

### Épisode 2:Prédateurs proches et lointains
- États-Unis /  Royaume-Uni /  Canada : 8 mai 2016 sur Showtime / Sky Atlantic / The Movie Network
- France : 9 mai 2016 sur Netflix (en VF et VOSTFr)

- États-Unis : 554 000 téléspectateurs[9] (première diffusion)

Lily et Dorian continuent leur histoire en sauvant une jeune femme d'une soirée secrète où elle aurait été tuée devant des hommes riches. Sir Malcolm commence son voyage en mer avec Kaetenay, qui maitrise certains pouvoirs et dans une transe, prévient Ethan de son arrivée. Poursuivi par Rusk dans le désert, Ethan profite d'une pleine lune pour se transformer en loup-garou et tuer ceux qui l'ont enlevé, découvrant que Hecate Poole le poursuivait également.
 Frankenstein découvre les travaux de son ami Jekyll : en parallèle de son poste de somnoliste à l'asile de Bedlam, il a mis au point un sérum capable d'apaiser les pires folies. Frankenstein y voit l'espoir de retrouver celle qu'il aime et qui s'éloigne de lui.

### Épisode 3:Le Bien et le Mal entrelacés
- États-Unis /  Royaume-Uni /  Canada : 15 mai 2016 sur Showtime / Sky Atlantic / The Movie Network
- France : 16 mai 2016 sur Netflix (en VF et VOSTFr)

- États-Unis : 599 000 téléspectateurs[10] (première diffusion)

Ethan accepte de faire route avec Hecate, bien qu'il ne lui fasse pas confiance et qu'il cerne mal ses motivations. Ils sont suivis dans le désert par Sir Malcolm et Kaetenay, mais également Rusk et la police américaine, qui suivent les morts laissés par Hecate pour la traversée à venir.
Vanessa continue sa thérapie avec le Dr Seward, qui refuse de croire à l’existence des monstres qui la hantent. Lors d'une sortie avec le Dr Sweet, Vanessa est approchée par l'un des mignons de Dracula qui commence à la tourmenter au sujet de ses prochaines retrouvailles avec son maître ; apeurée, elle préfère rompre avec Sweet et celui-ci met à mort son fidèle dans sa furie. Vanessa comprend que sa trépanation lors de son séjour en hôpital psychiatrique a occulté les souvenirs de sa rencontre avec Dracula et demande à Seward de l’aider à retrouver sa mémoire par l'hypnose. Réticente, elle accepte et Vanessa retrouve un visage du passé : l'un des geôliers de l’hôpital est devenu Caliban. Celui-ci rentre à Londres, des souvenirs de sa vie passée lui reviennent et lui rappellent qu'il a un fils. Il retrouve ce dernier, malade, et commence à lui offrir en secret de l'argent qu'il vole.

### Épisode 4:Un brin d'herbe
- États-Unis /  Royaume-Uni /  Canada : 22 mai 2016 sur Showtime / Sky Atlantic / The Movie Network
- France : 23 mai 2016 sur Netflix (en VF et VOSTFr)

- États-Unis : 482 000 téléspectateurs[11] (première diffusion)

- De la distribution principale, seuls Eva Green, Rory Kinnear et Patti LuPone apparaissent.

### Épisode 5:Ce monde, notre enfer
- États-Unis /  Royaume-Uni /  Canada : 29 mai 2016 sur Showtime / Sky Atlantic / The Movie Network
- France : 30 mai 2016 sur Netflix (en VF et VOSTFr)

- États-Unis : 656 000 téléspectateurs[12] (première diffusion)

Hecate et Ethan avancent dans le désert, devenu aride, tout en étant poursuivis par Rusk et les marshalls, eux-mêmes rattrapés par sir Malcolm et Kaetenay. À mesure que l'eau vient à manquer, l'histoire d'Ethan se révèle : enrôlé de force dans l'armée par son père, il s'est retrouvé contraint de massacrer les Apaches un à un jusqu'à l'écœurement, mais Kaetenay lui a refusé le pardon et l'a forcé à s'attaquer aux ennemis des Apaches. Hecate profite de sa haine envers sa famille et les Apaches pour le tenter de rejoindre les rangs de Lucifer. Elle utilise le sang du Lupus Dei pour invoquer des crotales qui déciment les marshalls ; pendant l’attaque, Kaetenay est mordu.
Finalement, alors qu'Ethan, Hecate et Malcolm sont sur le point de mourir de soif, ils sont sauvés par les hommes de Jared Talbot, Kaetenay est abandonné à son sort dans le désert. Jared veut forcer son fils à expier ses crimes, notamment sa trahison qui a mené à un massacre dans la chapelle de la demeure Talbot, où périrent le frère et la mère d'Ethan et sa sœur rendue aveugle et muette, mais Ethan est prêt à se damner plutôt que d'obtenir le pardon.

### Épisode 6:Nulle bête plus féroce
- États-Unis /  Royaume-Uni /  Canada : 5 juin 2016 sur Showtime / Sky Atlantic / The Movie Network
- France : 6 juin 2016 sur Netflix (en VF et VOSTFr)

- États-Unis : 722 000 téléspectateurs[13] (première diffusion)

Vanessa connait son ennemi et se cherche des alliés. Ferdinand Lyle se prépare pour une mission au Caire, le musée l'éloignant de Londres pour ses frasques, et lui recommande Catriona Hartdegen, une historienne spécialiste de la mort et femme très indépendante qui accepte de faire des recherches plus poussées sur Dracula. Le Dr Seward conseille cependant à Vanessa de chercher d'autres soutiens et elle se tourne malgré elle vers le Dr Sweet, ignorant sa duplicité.
Frankenstein prépare de quoi capturer Lily, alors que celle-ci, avec Dorian, prépare son armée de prostituées tueuses d'hommes. Dorian se sent cependant délaissé à mesure que Lily s'attache à Justine. Victor est vite capturé mais Lily le laisse en vie, dans l'idée d'utiliser ses talents à l'avenir. Pendant ce temps, Caliban retrouve son fils et profite d'un de ses délires provoqués par la tuberculose pour l'approcher, avant qu'il ne reprenne conscience et soit horrifié.

### Épisode 7:La mer se retire
- États-Unis /  Royaume-Uni /  Canada : 12 juin 2016 sur Showtime / Sky Atlantic / The Movie Network
- France : 13 juin 2016 sur Netflix (en VF et VOSTFr)

- États-Unis : 651 000 téléspectateurs[14] (première diffusion)

Maintenant que Jared Talbot est mort, Ethan et Malcolm préparent leur retour à Londres, mais Kaetenay est pris d'une vision dans laquelle il voit Vanessa sous l'emprise de Dracula et les accompagne sur le transatlantique. Vanessa semble apaisée grâce à Sweet, proposant même du réconfort à un John Clare qui essaie de reprendre contact avec sa famille, mais grâce à Catriona, elle réalise la duplicité de Sweet. Elle retourne alors au musée avec l’intention de le tuer, mais son amant sait trouver les mots pour la séduire et la faire succomber.

### Épisode 8:Nuit perpétuelle
- États-Unis /  Royaume-Uni /  Canada : 19 juin 2016 sur Showtime / Sky Atlantic / The Movie Network
- France : 21 juin 2016 sur Netflix (en VF et VOSTFr)

- États-Unis : 448 000 téléspectateurs[15] (première diffusion)

Ethan, Malcolm et Kaetenay arrivent à Londres et découvrent la ville plongée dans un brouillard pestilentiel où rôdent les créatures de la nuit. Des vampires attendent les trois hommes dans la demeure Murray, et Malcolm est mordu. Rapidement, deux nouvelles alliées se manifestent : Catriona Hartdegen, qui comprend la situation, et le Dr Seward, qui a découvert que son secrétaire Renfield est devenu une goule au service de Dracula. Pour soigner la blessure de Malcolm, Ethan part demander de l’aide à Frankenstein mais il tombe dans un piège des vampires. Cependant, sous l'effet de la pleine lune, Ethan et Kaetenay deviennent des loups-garou et massacrent les serviteurs de Dracula.

### Épisode 9:La Nuit sacrée
- États-Unis /  Royaume-Uni /  Canada : 19 juin 2016 sur Showtime / Sky Atlantic / The Movie Network
- France : 21 juin 2016 sur Netflix (en VF et VOSTFr)

- États-Unis : 551 000 téléspectateurs[15] (première diffusion)

Ethan comprend que sa malédiction lui vient de Kaetenay, qui lui a transmis avec celle-ci la force de libérer Vanessa. Malcolm et Catriona assistent le Dr Seward dans sa séance d'hypnose pour inviter Renfield à révéler l’emplacement de la tanière de Dracula. Peu à peu, elle définit les lieux : un abattoir abandonné au fond d'une ruelle du quartier chinois. En partant, ils croisent Frankenstein, qui vient de quitter Jekyll en mauvais termes. L'assaut du repère s'organise, les deux loups-garou attaquant de leur côté pendant que Malcolm fait front avec Seward, Frankenstein et Hartdegen. Dracula les attend avec ses goules, décidé à garder Vanessa à ses côtés et prêt à les laisser partir. Malcolm repense à sa fille Mina, que le vampire n'a utilisé que comme pion pour attirer Vanessa, et refuse l'offre. Dans le chaos de la bataille, Ethan parvient à s'éclipser pour rejoindre Vanessa, fatiguée de combattre les forces qui la désirent et prête à se sacrifier pour libérer le monde. Dans un baiser, Ethan consent donc à la tuer d'une balle en plein cœur. Alors qu'elle rend son dernier souffle, les rues sortent de la brume et le soleil réapparait, forçant Dracula à fuir.